# Yamato (fartyg)
Yamato (大和) var ett japanskt slagskepp av Yamato-klass och systerfartyg till Musashi och Shinano (den senare fullbordades dock som hangarfartyg i sviterna efter förlusten av hangarfartygen vid slaget vid Midway). Yamato-klassen var de största slagskeppen någonsin, om än ej de effektivaste i strid. Yamato gick i tjänst i december 1941 och under Operation Ten-Go blev hon anfallen av amerikanskt flyg som utgick från hangarfartyg den 7 april 1945. Yamato träffades av cirka 9 bomber och 11 torpeder innan hon kapsejsade och sjönk med en fruktansvärd explosion som kunde ses hela vägen från Kyushu (Japan), ungefär 3000 av ~3100 man ombord omkom.
Vraket återfanns 1982 på 340 meters djup, 290 kilometer sydväst om Kyushu, men först två år senare kunde det bekräftas att vraket var Yamato.

## Konstruktion
Fartyget konstruerades med en rad nya tekniska lösningar, däribland en bulbstäv. 

## Modeller
En modell i skala 1:10 av slagskeppet Yamato finns i ett museum i dess ursprungliga hemmahamn i staden Kure i den japanska prefekturen Hiroshima. Byggandet av museet i Kure slutfördes under början av 2000-talet och föranledde spekulationer i Japans grannländer om en ökande japansk militarism och nationalism. 
En mindre skalmodell av Yamato finns i ett museum i anslutning till Yasukunihelgedomen, alldeles norr om det kejserliga palatset i Japans huvudstad Tokyo.